# Drevvatn Station
Drevvatn Station (Drevvatn stasjon) er en jernbanestation på Nordlandsbanen, der ligger ved bygden Drevvatn i Vefsn kommune i Norge. Stationen består af krydsningsspor med en øperron, et sidespor, et læskur i træ og en tidligere stationsbygning.
Stationen åbnede som trinbræt 15. marts 1941, da banen blev forlænget fra Mosjøen til Elsfjord. Kort efter åbningen, 1. juni 1941, blev den opgraderet til station. Den blev nedgraderet til trinbræt 1. marts 1971.
Stationsbygningen blev opført i 1941 efter tegninger af Gudmund Hoel og Bjarne Friis Baastad. Den toetages bygning er opført i træ og rummede oprindeligt ventesal og ekspedition i stueetagen samt tjenestebolig på første sal. Desuden er der en enetages tilbygning i bindingsværk, der oprindeligt fungerede som pakhus.